# Vicko Maslov
Vicko Maslov (1901. – Zagreb, 1955.) je bio hrvatski novinar i publicist.
Prije Drugog svjetskog rata bio je urednik HSS-ovog dnevnog lista iz Splita Hrvatskog glasnika.
Bio je jednim od dužnosnika Hrvatskoga novinarskog društva. Drugovao je u partizanima s Abrahamom Koenom, sarajevskim novinarem, Židovom kojeg je spasio hrvatski novinar iz Potomja Rudimir Rudolf Roter, prvi novinar Pravednik među narodima od svih hrvatskih, a pretpostavlja se i europskih novinara.